# Gare de Saverdun
La gare de Saverdun est une gare ferroviaire française de la ligne de Portet-Saint-Simon à Puigcerda (frontière), située sur le territoire de la commune de Saverdun, dans le département de l'Ariège, en région Occitanie.
Elle est mise en service en 1861 par la Compagnie des chemins de fer du Midi et du Canal latéral à la Garonne. C'est une gare de la Société nationale des chemins de fer français (SNCF) desservie, par des trains grandes lignes Intercités et des trains régionaux TER Occitanie.

## Situation ferroviaire
Établie à 232 m d'altitude, la gare de Saverdun est située au point kilométrique (PK) 48,376 de la ligne de Portet-Saint-Simon à Puigcerda (frontière), entre les gares de Cintegabelle et du Vernet-d'Ariège.
La gare dépend de la région ferroviaire de Toulouse. Elle est équipée de deux quais : le quai 1 dispose d'une longueur utile de 426 m pour la voie V1, le quai 2 d'une longueur utile de 188 m pour la voie 2.

## Histoire
La station de Saverdun est mise en service le 19 octobre 1861 par la Compagnie des chemins de fer du Midi et du Canal latéral à la Garonne lorsqu'elle ouvre la section de Toulouse à Pamiers. La station est édifiée, à 49 kilomètres de Toulouse, à proximité de la ville de ce chef-lieu de canton qui compte 4 205 habitants.
En 2014, selon les estimations de la SNCF, la fréquentation annuelle de la gare était de 153 836 voyageurs.

## Fréquentation
De 2015 à 2023, selon les estimations de la SNCF, la fréquentation annuelle de la gare s'élève aux nombres indiqués dans le tableau ci-dessous:
| Année                      | 2015    | 2016    | 2017    | 2018    | 2019    | 2020    | 2021    | 2022    | 2023    |
| -------------------------- | ------- | ------- | ------- | ------- | ------- | ------- | ------- | ------- | ------- |
| Voyageurs seuls            | 156 632 | 154 780 | 171 063 | 128 348 | 136 778 | 95 387  | 119 606 | 154 600 | 193 894 |
| Voyageurs et non voyageurs | 195 790 | 193 475 | 213 828 | 160 435 | 170 973 | 119 234 | 149 508 | 193 250 | 242 367 |

## Service des voyageurs

### Accueil
Gare SNCF, elle dispose d'un bâtiment voyageurs, avec guichet, ouvert tous les jours. Elle est équipée d'automates pour l'achat de titres de transport régionaux. Des aménagements, notamment un passage planchéié et une rampe d'accès facilitent l'accessibilité aux personnes à la mobilité réduite.

### Desserte
Saverdun est desservie par des trains TER Occitanie qui effectuent des missions entre les gares de Toulouse-Matabiau et de Latour-de-Carol - Enveitg, ainsi que par le train de nuit jusqu'à Paris-Austerlitz.

### Intermodalité
Un parc pour les vélos et un parking pour les véhicules sont aménagés. La gare est desservie par des cars à tarification SNCF.